# Sorubimichthys planiceps
Sorubimichthys planiceps là một loài cá da trơn thuộc Họ Cá nheo râu dài. Tính đến hiện tại, chúng là loài duy nhất trong chi Sorubimichthys. Tên địa phương của chúng dọc theo lưu vực sông Amazon là peixe-lenha. Cái tên "firewood catfish"(firewood là từ tiếng Anh, có nghĩa là củi đốt) được đặt cho chúng là vì chúng có ít giá trị thực phẩm nên khi đánh bắt được, người ta sẽ sấy khô và dùng chúng làm củi.
Chúng thường xuất hiện ở lưu vực sông Orinoco và Amazon. Ngoài ra, chúng thường được tìm thấy ở những vùng nước có nhiều cặn lơ lửng. Mỗi cá thể trưởng thành có thể đạt độ dài khoảng 150 cm tức là 1m50 (5 ft).
Hình thái của chúng thay đổi khi chúng trưởng thành. Cụ thể là, hàm trên rất dài khoảng một phần ba chiều dài của miệng. Lưng có màu xám tro và có nhiều đốm có màu tối hơn. Phía dưới sọc màu xám đậm và nâu là sọc màu trắng. Bụng chúng cũng có màu trắng, ngoài ra còn có một số đốm lớn. Còn ở những cá thể gần trưởng thành thì mõm ngắn, vây ngực lớn và tròn. Màu sắc và hình dáng vây của con trưởng thành sẽ không xuất hiện khi chúng chưa đạt chiều dài là 20 cm (8 in). Sọc màu trắng sẽ không xuất hiện khi chúng chưa đạt kích thước 40 cm (16 in).
Chúng sống về đêm, thức ăn của chúng là các loại cá nhỏ khác do chúng là loài ăn thịt.